# Samantha Brinker
Samantha Brinker, interpretată de Michelle Forbes, este un personaj din serialul de televiziune Prison Break difuzat de Fox. Brinker este o angajată a Companiei. După ce a aranjat cele necesare pentru moartea președintelui Richard Mills a fost concediată de Reynolds.